# Suazilandia en los Juegos Olímpicos de Atlanta 1996
Suazilandia estuvo representada en los Juegos Olímpicos de Atlanta 1996 por seis deportistas, cinco hombres y una mujer, que compitieron en tres deportes.
El portador de la bandera en la ceremonia de apertura fue el atleta Daniel Sibandze. El equipo olímpico suazi no obtuvo ninguna medalla en estos Juegos.